# Pedro Gómez Barroso de Albornoz
Ne doit pas être confondu avec Pedro Gómez Barroso.
Pour les articles homonymes, voir Pedro Gomes (homonymie), Gomes et Albornoz.
Pedro Gómez Barroso de Albornoz, en espagnol : el juven, né à Tolède en Espagne, vers 1320/1330 et mort à Avignon le 2 juin ou 3 juillet 1374, est un cardinal espagnol du XIVe siècle. Il est le petit-neveu du cardinal Pedro Gómez Barroso, el viejo (1327). 

## Repères biographiques
Gómez Barroso est chanoine et doyen du chapitre de Tolède. En 1348 il est élu évêque de Sigüenza. Gómez est emprisonné à Aguilar de Campo, Palencia, en 1355, par le roi Pedro el Cruel de Castilla, parce qu'il a reproché au roi ses crimes et l'abandon de sa femme légitime Blanca pour Maria Padilla. Après sa libération il va au Portugal. Il est transféré au diocèse de Coimbra en 1358, au diocèse de Lisbonne en 1364 et à l'archidiocèse de Séville en 1369.
Pedro Gómez est créé cardinal par le pape Grégoire XI lors du consistoire du 30 mai 1371. Il est archidiacre d'York et de West Riding à partir de 1373.